# Смарагд (Крыжановский)
Архиепископ Смарагд (в миру Александр Петрович Крыжановский; 9 марта 1796 или 10 марта 1797 — 11 ноября 1863) — епископ Русской православной церкви, архиепископ Рязанский и Зарайский.
Полоцкий период был наиболее важным в жизни епископа Смарагда. Возглавляя в 1833—1837 годах возрождённую при его участии Полоцкую православную епархию, Смарагд вёл политику частичных присоединений белорусских униатов к православию. За 1833—1835 годы им было присоединено более ста тысяч униатов.

## Семья и образование
Родился в семье православного священника в селе Великая Березянка Таращанского уезда Киевской губернии.
С 1805 года учился в Киевской духовной семинарии, затем два года продолжал обучение в Киевской духовной академии. В 1815 году начал обучение на III курсе Санкт-Петербургской духовной академии, которую окончил в 1819 году со степенью магистра.

## Педагогическая деятельность
Как лучший выпускник, был оставлен в Петербургской академии преподавателем богословских наук. 29 августа 1819 года был пострижен в монашество с именем Смарагда, 8 сентября рукоположен в иеродиакона и 20 сентября — в иеромонаха. С 1821 года являлся инспектором и экстраординарным профессором в Киевской духовной академии. В 1826—1828 годах был ректором Киевской семинарии, с 8 мая по август 1828 года — ректором Вифанской семинарии, а с конца августа 1828 года — ректором Киевской академии. 27 августа 1830 года был назначен ректором Санкт-Петербургской духовной академии.

## Архимандрит
2 ноября 1824 года возведён в сан архимандрита. В декабре 1826 года назначен настоятелем Выдубицкого монастыря. После перевода в Вифанскую семинарию в 1828 году стал настоятелем московского Высокопетровского монастыря; однако с возвращением в Киев был назначен настоятелем Киево-Братского монастыря. Перевод в Петербург сопровождался назначением его настоятелем Пинского Богоявленского монастыря — до его назначения, 13 сентября 1831 года, викарием санкт-петербургской епархии и епископом Ревельским (20 сентября) с передачей в управление Троице-Сергиевой пустыни.

## Возрождение Полоцкой православной епархии
В 1833 году было решено восстановить Полоцкую православную епархию, которая была отторгнута у православной церкви греко-католиками при образовании в 1596 году унии. Архипастырем для новой епархии 30 апреля 1833 года был определен епископ Смарагд.
Полоцкая паства находилась под влиянием униатов. В Полоцке не хватало священников, не было православного духовного училища, храмы были бедны. Смарагд прилагал старания к умножению числа православных церквей, к их благоустройству, к улучшению быта священства. При Смарагде в Полоцке было создано уездное училище, планировалось открытие семинарии. 15 июня 1836 года Смарагд был возведён в сан архиепископа.
По вопросу воссоединения униатов существовало глубокое разногласие между епископом Смарагдом и митрополитом Иосифом (Семашко), который предлагал постепенно подготовить переход всех униатов в православие. Смарагд, не отрицая этих планов, старался производить частичные присоединения. Конфликты между двумя иерархами привели к тому, что было решено устранить Смарагда от управления Полоцкой епархией и 5 июня 1837 года он был переведён в Могилёв.

## Православный архиепископ

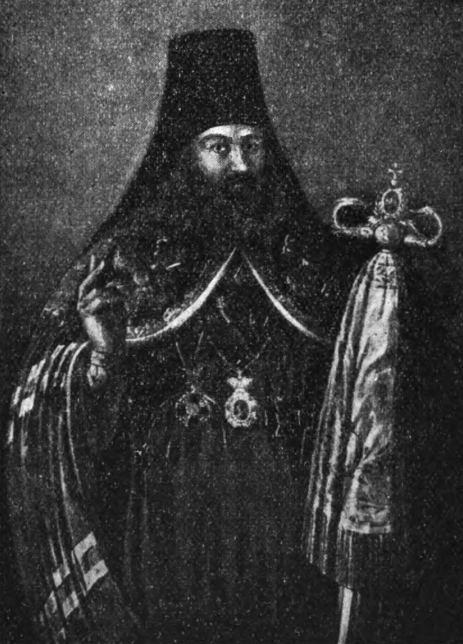
Портрет XIX в.

С перемещением 3 июня 1837 года на могилевскую кафедру, архиепископ Смарагд занялся работой по возвращению старообрядцев Гомельского уезда в лоно православной Церкви, заботился о местных учебных заведениях. С 6 апреля 1840 года он — Харьковский архиепископ. 31 декабря 1841 года по неизвестным причинам был перемещён в Астраханскую епархию, где, по совету митрополита московского Филарета, занялся обращением в христианство калмыков. 12 ноября 1844 года переведён на Орловскую кафедру, которую занимал почти 14 лет. При нём была вновь учреждена, в 1851 году, Болховская Богородично-Всехсвятская женская община; в 1853 году он был вызван в Санкт-Петербург для присутствия в Святейшем Синоде. Чувствуя приближение старости и зная, как тяжело бывает архипастырю, находящемуся на покое, Смарагд стал больше уделять внимания своему личному благосостоянию. Этим воспользовались его недоброжелатели, что предопределило перевод его из Орловской епархии; тяжба сельского иерея со своим архиепископом стала скандальной историей, которая вышла за пределы Орловской епархии; 5 июня 1858 года Смарагд был перемещён на рязанскую кафедру. В 1860 году временно заведовал тульской епархией.
Гонимый клеветами и недоброжелательством, он вынужден был не по своей воле часто менять место службы. Он имел своеобразный характер: был энергичен, строг, резок в суждениях, иногда грубоват, но, с другой стороны — добр, заботлив и внимателен к людям.
Мнения о нём его современниками высказывались самые противоречивые, причём отрицательное мнение о нём всегда преобладало. Таким образом, архиепископ Смарагд и при жизни был «облагаем судом человеческим» и во «гроб лег, повитый тем же колючим тернием мнений людских». Скончался 11 ноября 1863 года в Рязани.

## Награды
- Орден Святой Анны 2-й степени императорской короной украшенный (14 декабря 1829)[2]
- Орден Святой Анны 1-й степени (7 января 1833)[3]
- Орден Святого Владимира 2-й степени (13 апреля 1840)[4]
- Орден Святого Александра Невского (11 апреля 1854)